# Беатенберг
Беатенберг (нім. Beatenberg) — громада  в Швейцарії в кантоні Берн, адміністративний округ Інтерлакен-Обергаслі.

## Географія
Громада розташована на відстані близько 39 км на південний схід від Берна.
Беатенберг має площу 29,2 км², з яких на 4,2% дозволяється будівництво (житлове та будівництво доріг), 32,9% використовуються в сільськогосподарських цілях, 53,7% зайнято лісами, 9,1% не є продуктивними (річки, льодовики або гори).

## Демографія
2019 року в громаді мешкало 1196 осіб (+4,5% порівняно з 2010 роком), іноземців було 17,1%. Густота населення становила 41 осіб/км².
За віковим діапазоном населення розподілялося таким чином: 16,1% — особи молодші 20 років, 54,8% — особи у віці 20—64 років, 29,1% — особи у віці 65 років та старші. Було 601 помешкань (у середньому 1,9 особи в помешканні).
Із загальної кількості 549 працюючих 55 було зайнятих в первинному секторі, 99 — в обробній промисловості, 395 — в галузі послуг.